# PRDM16
Le PRDM16, pour « PR domain containing 16 » est un protéine jouant le rôle d'un facteur de transcription, dont le gène est situé sur le chromosome 1 humain.

## Structure et rôles
Il appartient à la famille de protéines PRDM, avec doigts de zinc interagissant avec l'ADN.
Il favorise la formation de graisse brune. Il intervient dans la différenciation des cellules épendymales et dans la migration et le positionnement des neurones. Au niveau sanguin, il joue sur la différenciation des Cellules souches hématopoïétiques. 
Chez la souris, son inactivation au niveau du cardiomyocyte constitue un modèle animal de la non compaction ventriculaire gauche.

## En médecine
Une mutation du gène est retrouvée dans certaines cardiomyopathies dilatées.